# Ла-Вильнёв-о-Шатло
Ла-Вильнёв-о-Шатло́ (фр. La Villeneuve-au-Châtelot) — коммуна во Франции, находится в регионе Шампань — Арденны. Департамент — Об. Входит в состав кантона Вильнокс-ла-Гранд. Округ коммуны — Ножан-сюр-Сен.
Код INSEE коммуны — 10421.
Коммуна расположена приблизительно в 100 км к востоку от Парижа, в 75 км юго-западнее Шалон-ан-Шампани, в 45 км к северо-западу от Труа.

## Население
Население коммуны на 2008 год составляло 135 человек.
| 1962 | 1968 | 1975 | 1982 | 1990 | 1999 | 2008 |
| ---- | ---- | ---- | ---- | ---- | ---- | ---- |
| 136  | 152  | 110  | 121  | 146  | 145  | 135  |

## Администрация
| Период | Период | Фамилия        | Партия | Примечания |
| ------ | ------ | -------------- | ------ | ---------- |
| 2001   | 2004   | Жан-Пьер Перье |        |            |
| 2004   | 2014   | Клод Гандон    |        |            |

## Экономика

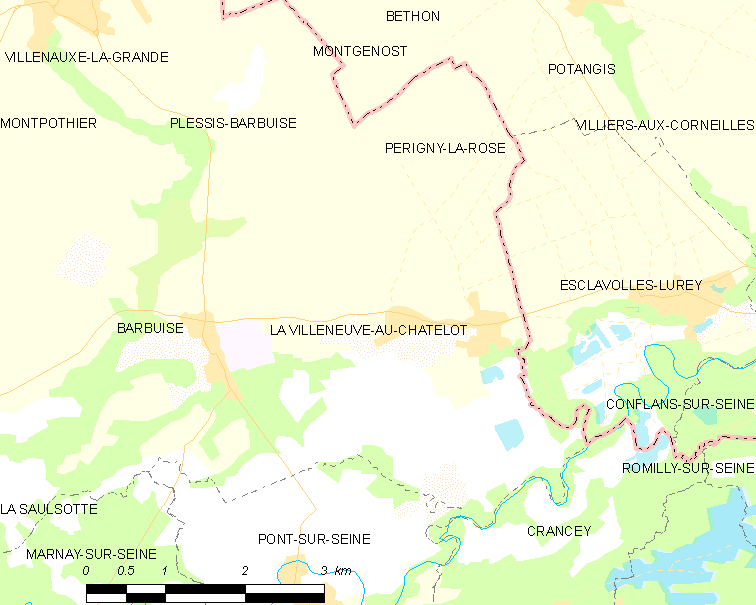
Карта коммуны

В 2007 году среди 80 человек в трудоспособном возрасте (15—64 лет) 63 были экономически активными, 17 — неактивными (показатель активности — 78,8 %, в 1999 году было 54,9 %). Из 63 активных работали 57 человек (30 мужчин и 27 женщин), безработных было 6 (3 мужчины и 3 женщины). Среди 17 неактивных 9 человек были учениками или студентами, 4 — пенсионерами, 4 были неактивными по другим причинам.

## Достопримечательности
- Церковь XII века. Памятник истории с 1926 года[3]
- Доисторическая стоянка железного века (археологические раскопки). Памятник истории с 1982 года[4]